# قمر أسود
مُصطَلحُ الْقَمَر الأَسوَد ليس مُصطَلحاً مُستخدَماً في عِلْمِ الْفَلَكِ ولا يوجد تعريف واحد مقبول له. وَمِنَ المَعاني المَنسوبَة إليه: ظُهور هِلال ثانٍ في نَفسِ الشهر، الْقَمَر الْجَديد الثالث في موسمٍ فَلَكيّ بِأربعةِ أقمارٍ جَديدَة؛ عَدم وُجود قَمَر جَديد في فبراير؛ أو عدم اكتمال الْقَمَر في فبراير.

## التعريفات، التكرار، التواريخ

### شهر مع قمرين جديدين
أًحد استخدامات هذا المُصطَلح هو ظُهور قَمَر جَديد ثانٍ في شهر تقويمي. هذا مُماثِل لِتعريفِ الْقَمَر الأزرق كل شهر على أًنه الْقَمَر الكامل الثاني في الشَهر. فبراير قصير جداً لِحدوث قَمَر جديد ثانٍ. يحدث هذا الحدث كل 29 شهراً تقريباً.
يَعتَمِد تحديد تاريخ التقويم للقَمَر الجَديد، وفي أي شَهر يحدث قَمَر جديد ثانٍ، على المَنطِقة الزَمَنيّة. على سبيل المثال، الْقَمَر الجَديد في 2016-10-01T00: 11 UTC يحدث في 1 أكتوبر لأوروبا وآسيا وأوقيانوسيا، مما يَجعَلُه أول القَمَرين جَديدين في أكتوبر. ومع ذلك، بِالنسبة لَلأمريكيَتين، لا يزال التاريخ هو 30 سبتمبر، مما يجعل هذا الْقَمَر الجديد الثاني لِشهر سبتمبر.
حسب التوقيت العالمي المنسق، حالات القمر الجديد الثاني في الشهر التقويمي بين 2010 و 2020 هي:
- 2011-07-30
- 2014-01-30
- 2014-03-30
- 2016-10-30
- 2019-08-30

### الموسم بأربعة أقمار جديدة
استخدام آخر لهذا المُصطَلح هو القمر الجديد الثالث في موسم له أربعة أَقمار جَديدة. هذا مُماثل لِتعريف المُزارعين للقَمَر الأزرق على أنه القمر الكامل الثالث في موسم له أربعة أقمار مكتملة. يستمر الموسم حوالي ثلاثة أشهر وعادة ما يكون له ثلاثة أقمار جديدة. يحدث هذا الحدث كل 33 شهراً تقريباً.
لا يوجد اعتماد على المناطق الزمنية في هذا التعريف لأن الفصول مرتبطة بالانقلاب الشتوي. حالات تكرار أربعة أقمار جديدة في الموسم هي:
- 2012-05-20
- 2015-02-18
- 2017-08-21
- 2020-05-22 أو 2020-08-19 يعتمد هذا على التعريف الدقيق للفصول: إذا تم اعتبار أن الصيف الشمالي يبدأ في الانقلاب الشمسي لشهر يونيو، فإن القمر الجديد 2020-06-21 يحدث في الصيف الشمالي. إذا تم تحديد الفصول في ربع السنوات الاستوائية من انقلاب الشمس في ديسمبر، فإن القمر الجديد 2020-06-21 يحدث في الربيع الشمالي.

### شهر بدون اكتمال القمر
استخدام آخر للمُصطَلح هُو غِياب البدر مِنْ شَهر تقويمي. يُمكن أَن يَحدث هذا فقط في فبراير؛ يَحدث كُل 19 عاماً تقريباً. عندما يَكون شَهر فبراير بدون اكتمال الْقمَر، يكون شهر يناير أو ديسمبر الذي يسبقه وفي مارس أو أبريل التاليين قَمَرين كاملين.
كما هو الحال مع قمرين جديدين في الشهر، فإن حدوث قمر أسود بهذا التعريف يعتمد على المنطقة الزمنية. تم حساب حالات الشهر بدون اكتمال القمر بين عامي 1990 و 2040 بالتوقيت العالمي المنسق.
- فبراير 1995

- شباط 2014

- فبراير 2033

## نقد المصطلحات
- لم يتم تأسيس مصطلح القمر الأسود رسمياً في علم الفلك ويستخدم في أحسن الأحوال في الترويج لعلم الفلك.
- لا يوجد تعريف واحد لمُصطَلح القمر الأسود.
- لا يمكن ملاحظة القمر الجديد نفسه.
- لا يمكن تحديد عدم وجود قمر جديد أو اكتمال القمر في فبراير إلا بالشهر، وليس لأي تاريخ معين؛ على هذا النحو، هذا أيضاً لا يمكن ملاحظته.
- إن حدث القمر الأسود هو قطعة أثرية لكيفية رسم التقويم الغريغوري أو خريطة المواسم على الشهر القمري. لا يوجد فرق مادي أو هندسي بين القمر الأسود وحالات القمر الجديد الأخرى.